# Бартелсвілл (Оклахома)
Бартелсвілл (англ. Bartlesville) — місто (англ. city) в США, в округах Вашингтон і Осадж штату Оклахома. Населення — 37 290 осіб (2020).

## Географія
Бартелсвілл розташований за координатами 36°44′17″ пн. ш. 95°56′53″ зх. д. / 36.73806° пн. ш. 95.94806° зх. д. (36.738068, -95.948021).  За даними Бюро перепису населення США в 2010 році місто мало площу 58,98 км², з яких 58,91 км² — суходіл та 0,06 км² — водойми.

### Клімат
| Клімат : Бартелсвілл    | Клімат : Бартелсвілл | Клімат : Бартелсвілл | Клімат : Бартелсвілл | Клімат : Бартелсвілл | Клімат : Бартелсвілл | Клімат : Бартелсвілл | Клімат : Бартелсвілл | Клімат : Бартелсвілл | Клімат : Бартелсвілл | Клімат : Бартелсвілл | Клімат : Бартелсвілл | Клімат : Бартелсвілл | Клімат : Бартелсвілл |
| Показник                | Січ.                 | Лют.                 | Бер.                 | Квіт.                | Трав.                | Черв.                | Лип.                 | Серп.                | Вер.                 | Жовт.                | Лист.                | Груд.                | Рік                  |
| Абсолютний максимум, °C | 26,7                 | 32,8                 | 34,4                 | 40,0                 | 37,8                 | 45,0                 | 46,1                 | 45,0                 | 43,3                 | 37,2                 | 32,2                 | 26,7                 | 46,1                 |
| Середній максимум, °C   | 8,1                  | 11,1                 | 16,2                 | 21,6                 | 26,0                 | 30,6                 | 33,7                 | 33,7                 | 28,8                 | 22,3                 | 15,5                 | 8,6                  | 21,4                 |
| Середній мінімум, °C    | −4,7                 | −2,4                 | 2,5                  | 8,2                  | 13,7                 | 18,5                 | 20,9                 | 19,9                 | 14,8                 | 8,2                  | 2,3                  | −3,6                 | 8,2                  |
| Абсолютний мінімум, °C  | −31,7                | −33,3                | −22,2                | −12,8                | −1,1                 | 5,0                  | 7,8                  | 7,8                  | −1,7                 | −8,9                 | −16,1                | −25                  | −33,3                |
| Норма опадів, мм        | 41                   | 50                   | 88                   | 101                  | 135                  | 136                  | 87                   | 78                   | 98                   | 88                   | 68                   | 56                   | 1027                 |
| ----------------------- | -------------------- | -------------------- | -------------------- | -------------------- | -------------------- | -------------------- | -------------------- | -------------------- | -------------------- | -------------------- | -------------------- | -------------------- | -------------------- |
| Джерело:                |                      |                      |                      |                      |                      |                      |                      |                      |                      |                      |                      |                      |                      |

## Демографія
Згідно з переписом 2010 року, у місті мешкало 35 750 осіб у 14 977 домогосподарствах у складі 9729 родин. Густота населення становила 606 осіб/км².  Було 16768 помешкань (284/км²).
Расовий склад населення:
| - 79,0 % — білих - 8,7 % — корінних американців - 3,1 % — чорних або афроамериканців - 1,4 % — азіатів - 2,1 % — осіб інших рас |

До двох чи більше рас належало 5,7 %. Частка іспаномовних становила 5,9 % від усіх жителів.
За віковим діапазоном населення розподілялося таким чином: 23,6 % — особи молодші 18 років, 58,7 % — особи у віці 18—64 років, 17,7 % — особи у віці 65 років та старші. Медіана віку мешканця становила 39,9 року. На 100 осіб жіночої статі у місті припадало 91,4 чоловіків;  на 100 жінок у віці від 18 років та старших — 86,9 чоловіків також старших 18 років.
Середній дохід на одне домашнє господарство  становив 67 863 долари США (медіана — 50 280), а середній дохід на одну сім'ю — 80 131 долар (медіана — 60 793). Медіана доходів становила 48 346 доларів для чоловіків та 33 983 долари для жінок. За межею бідності перебувало 15,7 % осіб, у тому числі 24,2 % дітей у віці до 18 років та 7,7 % осіб у віці 65 років та старших.
Цивільне працевлаштоване населення становило 16 263 особи. Основні галузі зайнятості: освіта, охорона здоров'я та соціальна допомога — 22,9 %, роздрібна торгівля — 12,1 %, виробництво — 11,6 %, мистецтво, розваги та відпочинок — 11,5 %.